# 利纳雷斯德拉谢拉
利纳雷斯德拉谢拉，是西班牙安达卢西亚自治区韦尔瓦省的一个市镇。总面积29平方公里，总人口290人（2001年），人口密度10人/平方公里。